# The Pleasance
The Pleasance, auch Muirfield, ist eine Villa in der schottischen Ortschaft Gullane in der Council Area East Lothian. 1988 wurde das Gebäude in die schottischen Denkmallisten in der höchsten Kategorie A aufgenommen.
Bauherr von The Pleasance war der schottische Architekt Sydney Mitchell, der die Villa als eigenen Wohnsitz erbauen ließ.

## Beschreibung
Die Villa liegt am Nordrand von Gullane neben dem Golfplatz des Muirfield Golf Club. Das zweistöckige Gebäude ist im landestypischen englischen Stil gestaltet und asymmetrisch aufgebaut. An der südostexponierten Frontseite führt ein hölzernes Vordach zum Haupteingang. Rechts ist es entlang eines hervortretenden Flügels geführt. Rechts des ornamentierten Eingangsbereichs befindet sich ein Bedienstetenquartier, das über ein einstöckiges Segment mit zwei Flachdachgauben mit dem Hauptgebäude verbunden ist. An der Westseite befindet sich mittig eine Loggia mit geschwungenem Dach und Rundbogenfenster. Markant ist an dieser Gebäudeseite auch der breite Kamin. An der Ostseite schließt eine längliche Garage mit Satteldach an. Links setzt sich ein Türmchen mit Walmdach bis zum Nordgiebel hin fort. Entlang der teils Harl-verputzten Fassaden sind gekuppelte Fenster mit hölzernen Mittelpfosten eingelassen.